# Kristian Hude
Kristian Hude (16 août 1864 - 28 décembre 1929) est un photographe danois. Il est spécialisé dans la photographie d'architecture.

## Biographie
Hude est né sous le nom de Christian (Kristian) Ludvig (von der) Hude à Roskilde, fils de l'avocat Sophus Waldemar (von der) Hude (1830–99) et de Johanne Laurentine Elisabeth Tulinius (1833–99). Il est le frère d'Anna Hude et de Karl Hude.
Hude est diplômé de l'école de la cathédrale de Roskilde en 1881. Il étudie ensuite la philologie nordique à l'université de Copenhague mais abandonne après quelques années et devient professeur privé, d'abord à Bornholm puis en 1894–96 à Brødebækgård sous Gisselfeld et en 1896–97 à Lorup près de Sorø. Lors de ses randonnées dans la campagne, il commence à photographier les églises locales. Cela l'amène à devenir photographe d'architecture et d'œuvres d'art. Il fait ensuite son apprentissage en photographie avec Peter Elfelt de 1890 à 1892 à Copenhague.

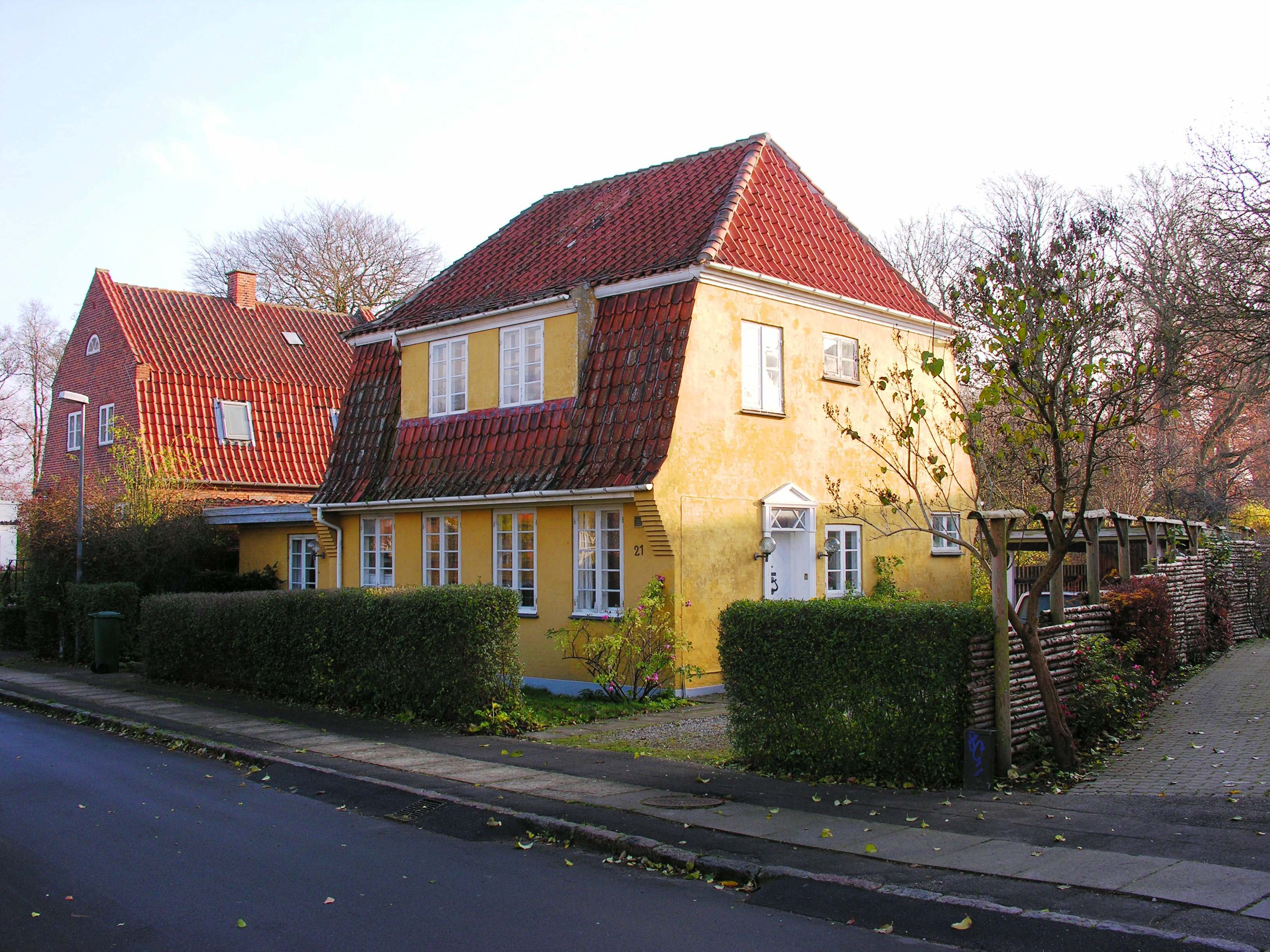
La maison de Hude à Klostervang 21 à Roskilde.

En 1899, Hude crée son propre studio photographique à Roskilde. Il travaille comme photographe à la fois pour le Musée national du Danemark et pour l'Association pour la préservation des bâtiments historiques. Il est d'abord basé à Hersegade 10, puis à Skomagergade 19, et à partir de 1906 à Algade 26. Il déménage ensuite dans sa propre maison à Klostervang 21. Le samedi, il fait généralement un voyage à Copenhague. Il fait également de fréquents voyages à travers le pays pour photographier des bâtiments historiques. En 1919, Hude reçoit une somme annuelle de 900 DKK de l'État danois en échange de la transmission de ses négatifs sur verre au Musée national du Danemark.
En 1901, il se lie d'amitié avec l'auteur Gustav Wied. Après le suicide de Wied, il se lie d'amitié avec Laurits Andersen Ring. Alors qu'il est dans la quarantaine, Hude est atteint d'une maladie neurologique qui lui provoque des difficultés pour marcher. Le 28 décembre 1929, il se suicide.

## Héritage
Hude laisse quelque 6 000 négatifs sur verre au Musée national du Danemark. Le musée de Roskilde détient quelque 1 000 de ses photographies de Roskilde.
Les photographies de Hude sont utilisées dans la troisième édition de Traps Danmark de H. Weitemeyer, Dagligt Liv i Norden de Troels-Lund, Alt Danemar d'Edwin Redslob (Munic,, 1914; publié plus tard en danois par Francis Beckett et Chr. Axel Jensen comme Gammel dansk Kunst) ainsi que dans de nombreux manuels scolaires.